# 1.ª Escuadra de Caza Pesado
La 1.ª Escuadra de Caza Pesado (Zerstörer-Geschwader. 1) fue una unidad militar de la Luftwaffe durante la Segunda Guerra Mundial.

## Historia
Formada el 4 de enero de 1942 en Lechfeld desde el Estado Mayor/210.ª Escuadra de Bombardeo Rápido. Disuelta en julio de 1944.

## Comandantes de Grupo
- Mayor Arved Crüger – (4 de enero de 1942 – 2 de marzo de 1942)
- Mayor Ulrich Diesing – (3 de marzo de 1942 – 21 de septiembre de 1942)
- Teniente coronel Ralph von Rettberg (suplente (?)) – (22 de septiembre de 1942 – 5 de octubre de 1942)
- Teniente coronel Paul-Friedrich Darjes – (6 de octubre de 1942 – 1 de marzo de 1943)
- Teniente coronel Alfred Druschel (suplente (?)) – (1 de marzo de 1943 – 12 de abril de 1943)
- Teniente coronel Joachim Blechschmidt – (12 de abril de 1943 – 13 de julio de 1943)
- Teniente coronel Lothar von Janson – (1943 – 10 de marzo de 1944)
- Teniente coronel Erich von Selle – (marzo de 1944 – julio de 1944)

## Grupo de Estado Mayor (Stab)
Formada el 4 de enero de 1942 en Lechfeld desde el Estado Mayor/210.ª Escuadra de Bombardeo Rápido. Disuelta en julio de 1944.

## Bases
| Enero de 1942 – mayo de 1942              | Lechfeld                 | VIII Cuerpo Aéreo                                                                 | Bf 110         |
| Mayo de 1942 – julio de 1942              | Belgorod                 | VIII Cuerpo Aéreo                                                                 | Bf 110         |
| Julio de 1942 – agosto de 1942            | Armavir                  | VIII Cuerpo Aéreo                                                                 | Bf 110         |
| Agosto de 1942 – octubre de 1942          | Krasnodar                | VIII Cuerpo Aéreo                                                                 | Bf 110         |
| Octubre de 1942 – diciembre de 1942       | Proloff, Tazinskaja      | VIII Cuerpo Aéreo                                                                 | Bf 110         |
| Diciembre de 1942 – marzo de 1943         | Dnjepropetrovsk, y otros | VIII Cuerpo Aéreo                                                                 | Bf 110         |
| Marzo de 1943 – mayo de 1943              | Neubiberg                | 2.º Flota Aérea                                                                   | Bf 110         |
| Mayo de 1943 – agosto de 1943             | Montecourvino            | II Cuerpo Aéreo                                                                   | Bf 110         |
| Agosto de 1943 – 12 de junio de 1944      | Lorient                  | Comando de Aviones Atlántico, Comando de Aviones Occidental (desde abril de 1944) | Bf 110, Ju 88C |
| 12 de junio de 1944 – 15 de junio de 1944 | Nantes                   |                                                                                   | Ju 88C         |
| 14 de junio de 1944 – 18 de junio de 1944 | Boulogne                 |                                                                                   | Ju 88C         |
| 19 de junio de 1944 – 16 de julio de 1944 | Burdeos-Merignac         | 5.ª División de Caza                                                              | Ju 88C         |
| 16 de julio de 1944 – 20 de julio de 1944 | Salzwedel                |                                                                                   | Ju 88C         |

## I Grupo
Formada el 1 de mayo de 1939 en Jüterbog-Damm desde el I Grupo/141.ª Escuadra de Caza Pesado. El 12 de julio de 1944 es trasladado a Welzov y fue renombrado al II Grupo/4.ª Escuadra de Caza.

## Comandantes de Grupo
- Mayor Joachim-Friederich Huth – (1 de mayo de 1939 – 13 de diciembre de 1939)
- Capitán Wolfgang Falck – (14 de diciembre de 1939 – 22 de junio de 1940)
- Mayor Ulrich Diesing – (1 de enero de 1942 – 2 de marzo de 1942)
- Capitán Walther von Poka (suplente) – (2 de marzo de 1942 – 7 de marzo de 1942)
- Capitán Wolfgang Schenck – (7 de marzo de 1942 – 20 de agosto de 1942)
- Mayor Joachim Blechschmidt – (20 de agosto de 1942 – 12 de abril de 1943)
- Capitán Wilfried Hermann – (abril de 1943 – 14 de julio de 1943)
- Capitán Max Franzisket – (14 de julio de 1943 – 19 de julio de 1943)
- Capitán August-Wilhelm Bier – (octubre de 1943 – abril de 1944)
- Mayor Horst Grahl – (abril de 1944 – 12 de julio de 1944)

Formada el 1 de mayo de 1939 en Jüterbog-Damm desde el I Grupo/141.ª Escuadra de Caza Pesado con:
- Grupo de Estado Mayor/I Grupo/1.ª Escuadra de Caza Pesado desde el Grupo de Estado Mayor/I Grupo/141.ª Escuadra de Caza Pesado
- 1.ª Escuadra/1.ª Escuadra de Caza Pesado desde la 1.ª Escuadra/141.ª Escuadra de Caza Pesado
- 2.ª Escuadra/1.ª Escuadra de Caza Pesado desde la 2.ª Escuadra/ 141.ª Escuadra de Caza Pesado
- 3.ª Escuadra/1.ª Escuadra de Caza Pesado desde la 3.ª Escuadra/141.ª Escuadra de Caza Pesado

El 22 de junio de 1940 es ordenado a Düsseldorf y es disuelta:
- Grupo de Estado Mayor/I Grupo/1.ª Escuadra de Caza Pesado como Grupo de Estado Mayor/I Grupo/1.ª Escuadra de Caza Nocturno
- 1.ª Escuadra/1.ª Escuadra de Caza Pesado como la 1.ª Escuadra/210.º Grupo de Testeo Operacional (Colonia-Ostheim)
- 2.ª Escuadra/1.ª Escuadra de Caza Pesado como la 2.ª Escuadra/1.ª Escuadra de Caza Nocturno
- 3.ª Escuadra/1.ª Escuadra de Caza Pesado como la 3.ª Escuadra/1.ª Escuadra de Caza Nocturno

Reformada el 4 de enero de 1942 en Lechfeld desde el I Grupo/210.ª Escuadra de Bombardeo Rápido con:
- Grupo de Estado Mayor/I Grupo/1.ª Escuadra de Caza Pesado desde el Grupo de Estado Mayor/I Grupo/210.ª Escuadra de Bombardeo Rápido
- 1.ª Escuadra/1.ª Escuadra de Caza Pesado desde la 1.ª Escuadra/210.ª Escuadra de Bombardeo Rápido
- 2.ª Escuadra/1.ª Escuadra de Caza Pesado desde la 2.ª Escuadra/210.ª Escuadra de Bombardeo Rápido
- 3.ª Escuadra/1.ª Escuadra de Caza Pesado desde la 3.ª Escuadra/210.ª Escuadra de Bombardeo Rápido

El 13 de octubre de 1943 es renombrado I Grupo/26.ª Escuadra de Caza Pesada:
- Grupo de Estado Mayor/I Grupo/1.ª Escuadra de Caza Pesado como Grupo de Estado Mayor/I Ggrupo/26.ª Escuadra de Caza Pesado
- 1.ª Escuadra/1.ª Escuadra de Caza Pesado como la 1.ª Escuadra/26.ª Escuadra de Caza Pesado
- 2.ª Escuadra/1.ª Escuadra de Caza Pesado como la 2.ª Escuadra/26.ª Escuadra de Caza Pesado
- 3.ª Escuadra/1.ª Escuadra de Caza Pesado como la 3.ª Escuadra/26.ª Escuadra de Caza Pesado

Reformada en octubre de 1943 en Lorient desde el V Grupo/40.ª Escuadra de Bombardeo con:
- Grupo de Estado Mayor/I Grupo/1.ª Escuadra de Caza Pesado desde el Grupo de Estado Mayor/V Grupo/40.ª Escuadra de Bombardeo
- 1.ª Escuadra/1.ª Escuadra de Caza Pesado desde la 13.ª Escuadra/40.ª Escuadra de Bombardeo
- 2.ª Escuadra/1.ª Escuadra de Caza Pesado desde la 14.ª Escuadra/40.ª Escuadra de Bombardeo
- 3.ª Escuadra/1.ª Escuadra de Caza Pesado desde la 15.ª Escuadra/40.ª Escuadra de Bombardeo

En enero de 1944 la 3.ª Escuadra y la 7.ª Escuadra/1.ª Escuadra de Caza Pesado intercambian designaciones. El 12 de julio de 1944 es trasladado a Welzov y fue renombrado II Grupo/4.ª Escuadra de Caza:
- Grupo de Estado Mayor/I Grupo/1.ª Escuadra de Caza Pesado como el Grupo de Estado Mayor/II Grupo/4.ª Escuadra de Caza
- 1.ª Escuadra/1.ª Escuadra de Caza Pesado como la 5.ª Escuadra/4.ª Escuadra de Caza
- 2.ª Escuadra/1.ª Escuadra de Caza Pesado como la 6.ª Escuadra/4.ª Escuadra de Caza
- 3.ª Escuadra/1.ª Escuadra de Caza Pesado como la 7.ª Escuadra/4.ª Escuadra de Caza

## Base
| 1 de mayo de 1939 – 24 de agosto de 1939        | Jüterbog-Damm    | 1.ª División Aérea                                                                  | Bf 109D, Bf 110B y el Bf 110C |
| 24 de agosto de 1939 – septiembre de 1939       | Mackfitz         |                                                                                     | Bf 110C                       |
| Septiembre de 1939 – 15 de octubre de 1939      | Mühlen           | 1.ª División Aérea                                                                  | Bf 110C                       |
| 15 de octubre de 1939 – 11 de marzo de 1940     | Neuhausen ob Eck | 3.ª Flota Aérea                                                                     | Bf 110C                       |
| 11 de marzo de 1940 – 8 de abril de 1940        | Marx             | Estado Mayor/1.ª Escuadra de Caza                                                   | Bf 110C                       |
| 8 de abril de 1940 – 9 de abril de 1940         | Barth*           | X Cuerpo Aéreo                                                                      | Bf 110C                       |
| 9 de abril de 1940 – 1 de mayo de 1940          | Aalborg-West     | X Cuerpo Aéreo                                                                      | Bf 110C                       |
| 1 de mayo de 1940 – mayo de 1940                | Kirchhellen      | 2.º Comando Aéreo de Caza                                                           | Bf 110C                       |
| Mayo de 1940 – junio de 1940                    | Norrent-Fontes   | 2.º Comando Aéreo de Caza                                                           | Bf 110C                       |
| Junio de 1940 – mediados de junio de 1940       | Boos-Ruan        | 2.º Comando Aéreo de Caza                                                           | Bf 110C                       |
| Junio de 1940 – 22 de junio de 1940             | Mönchen-Gladbach |                                                                                     | Bf 110C                       |
| Enero de 1942 – febrero de 1942                 | Lechfeld         | VIII Cuerpo Aéreo                                                                   | Bf 110                        |
| Febrero de 1942 – marzo de 1942                 | Tours            |                                                                                     | Bf 110                        |
| Marzo de 1942 – mayo de 1942                    | Neubiberg        |                                                                                     | Bf 110                        |
| 30 de mayo de 1942 – 8 de julio de 1942         | Belgorod         | VIII Cuerpo Aéreo                                                                   | Bf 110                        |
| 8 de julio de 1942 – 16 de julio de 1942        | Konstantinovka   |                                                                                     | Bf 110                        |
| 16 de julio de 1942 – 23 de julio de 1942       | Kutjenikovo      |                                                                                     | Bf 110                        |
| 23 de julio de 1942 – 28 de julio de 1942       | Taganrog-See     | Bf 110                                                                              |                               |
| 28 de julio de 1942 – 5 de agosto de 1942       | Rostov           |                                                                                     | Bf 110                        |
| 5 de agosto de 1942 – 16 de agosto de 1942      | Belaja-Glina     | Bf 110                                                                              |                               |
| 16 de agosto de 1942 – 22 de septiembre de 1942 | Armavir          |                                                                                     | Bf 110                        |
| 22 de septiembre de 1942 – 22 de enero de 1943  | Krasnodar        |                                                                                     | Bf 110                        |
| Enero de 1943 – marzo de 1943                   | Poltava(?)       |                                                                                     | Bf 110                        |
| Marzo de 1943 – abril de 1943                   | Charkov          |                                                                                     | Bf 110                        |
| Abril de 1943 – mayo de 1943                    | Kramatorskaja    |                                                                                     | Bf 110                        |
| Mayo de 1943 – julio de 1943                    | Leda-Ost         | 1.ª División de Aérea                                                               | Bf 110                        |
| Julio de 1943 – agosto de 1943                  | Wunstorf         |                                                                                     | Bf 110                        |
| Agosto de 1943 – septiembre de 1943             | Bad Lippspringe  |                                                                                     | Bf 110                        |
| Octubre de 1943 – 12 de junio de 1944           | Lorient**        | Comando de Aviones Atlantik y Comando de Aviones Occidentales (desde abril de 1944) | Ju 88C                        |
| 12 de junio de 1944 – 15 de junio de 1944       | Nantes           |                                                                                     | Ju 88C                        |
| 15 de junio de 1944 – 18 de junio de 1944       | Boulogne         |                                                                                     | Ju 88C                        |
| 18 de junio de 1944 – 16 de julio de 1944       | Corme-Ecluse***  | 5.ª División de Caza                                                                | Ju 88C                        |
| 16 de julio de 1944 – 12 de julio de 1944       | Salzvedel        |                                                                                     | Ju 88C                        |

1*3.ª Escuadra/1.ª Escuadra de Caza Pesado en Westerland

2**3.ª Escuadra/1.ª Escuadra de Caza Pesado en Burdeos-Merignac, noviembre de 1943; 1.ª Escuadra/1.ª Escuadra de Caza Pesado en Salon-de-Provence, 5 de mayo de 1944 – 21 de mayo de 1944; 2.ª Escuadra/1.ª Escuadra de Caza Pesado en Vannes, enero de 1944 – 14 de junio de 1944 y en Chateauroux, 15 de junio de 1944 – 16 de julio de 1944.

3***2.ª Escuadra/1.ª Escuadra de Caza Pesado en Chateaudun, 18 de junio de 1944 – 16 de julio de 1944.

## II Grupo
Formada el 15 de mayo de 1939 desde el I Grupo/54.ª Escuadra de Caza en Fürstenwalde. En julio de 1944 es renombrado III Grupo/76.ª Escuadra de Caza.

## Comandantes de Grupo
- Mayor Hellmuth Reichardt – (15 de mayo de 1939 – 5 de febrero de 1940)
- Capitán Friedrich-Karl Dickoré – (mayo de 1940 – 26 de junio de 1940)
- Capitán Rolf Kaldrack – (4 de enero de 1942 – 3 de febrero de 1942)
- Mayor Günther Tonne – (4 de febrero de 1942 – 1 de febrero de 1943)
- Capitán Gerhard Weyert(?) – (febrero de 1943 – mayo de 1943)
- Mayor Heinz Nacke – (26 de mayo de 1943 – 2 de agosto de 1943)
- Capitán Karl-Heinrich Matern – (3 de agosto de 1943 – 8 de octubre de 1943)
- Capitán Egon Albrecht – (9 de octubre de 1943 – julio de 1944)

Formada el 15 de mayo de 1939 desde el I Grupo/54.ª Escuadra de Caza en Fürstenwalde:
- Grupo de Estado Mayor/II Grupo/1.ª Escuadra de Caza Pesado desde el Grupo de Estado Mayor/I Grupo/4.ª Escuadra de Caza
- 4.ª Escuadra/1.ª Escuadra de Caza Pesado desde la 1.ª Escuadra/54.ª Escuadra de Caza
- 5.ª Escuadra/1.ª Escuadra de Caza Pesado desde la 2.ª Escuadra/54.ª Escuadra de Caza
- 6.ª Escuadra/1.ª Escuadra de Caza Pesado desde la 3.ª Escuadra/54.ª Escuadra de Caza

Conocido como la 101.º Grupo de Caza entre el 21 de septiembre de 1939 y el 1 de marzo de 1940. El 26 de junio de 1940 es renombrado III Grupo/76.ª Escuadra de Caza Pesado:
- Grupo de Estado Mayor/II Grupo/1.ª Escuadra de Caza Pesado como el Grupo de Estado Mayor/III Grupo/76.ª Escuadra de Caza Pesado
- 4.ª Escuadra/1.ª Escuadra de Caza Pesado como la 7.ª Escuadra/76.ª Escuadra de Caza Pesado
- 5.ª Escuadra/1.ª Escuadra de Caza Pesado como la 8.ª Escuadra/76.ª Escuadra de Caza Pesado
- 6.º.Escuadra/1.ª Escuadra de Caza Pesado como la 9.ª Escuadra/76.ª Escuadra de Caza Pesado

Reformada el 4 de enero de 1942 en Briansk desde el II Grupo/210.ª Escuadra de Bombardeo Rápido con:
- Grupo de Estado Mayor/II Grupo/1.ª Escuadra de Caza Pesado desde el Grupo de Estado Mayor/II Grupo/210.ª Escuadra de Bombardeo Rápido
- 4.ª Escuadra/1.ª Escuadra de Caza Pesado desde la 4.ª Escuadra/210.ª Escuadra de Bombardeo Rápido
- 5.ª Escuadra/1.ª Escuadra de Caza Pesado desde la 5.ª Escuadra/210.ª Escuadra de Bombardeo Rápido
- 6.ª Escuadra/1.ª Escuadra de Caza Pesado desde la 6.ª Escuadra/210.ª Escuadra de Bombardeo Rápido

En julio de 1944 es renombrado III Grupo/76.ª Escuadra de Caza:
- Grupo de Estado Mayor/II Grupo/1.ª Escuadra de Caza Pesado como el Grupo de Estado Mayor/III Grupo/76.ª Escuadra de Caza
- 4.ª Escuadra/1.ª Escuadra de Caza Pesado como la 9.ª Escuadra/76.ª Escuadra de Caza
- 5.ª Escuadra/1.ª Escuadra de Caza Pesado como la 10.º Escuara/76.ª Escuadra de Caza
- 6.ª Escuadra/1.ª Escuadra de Caza Pesado como la 11.ª Escuadra/76.ª Escuadra de Caza

## Bases
| 15 de mayo de 1939 – 23 de agosto de 1939           | Fürstenwalde       | 1.ª División Aérea           | Bf 109D y el Bf 109E |
| 23 de agosto de 1939 – 31 de agosto de 1939         | Fráncfort del Oder |                              | Bf 109D y el Bf 109E |
| 31 de agosto de 1939 – 6 de septiembre de 1939      | Lichtenau          |                              | Bf 109E              |
| 6 de septiembre de 1939 – 10 de septiembre de 1939  | Mühlen             | 1.ª División Aérea           | Bf 109E              |
| 10 de septiembre de 1939 – 18 de septiembre de 1939 | Prasznicze         |                              | Bf 109E              |
| 18 de septiembre de 1939 – 27 de septiembre de 1939 | Danzig-Langfuhr    |                              | Bf 109E              |
| 27 de septiembre de 1939 – 30 de septiembre de 1939 | Fürstenwalde       |                              | Bf 109E              |
| 1 de octubre de 1939 – 30 de octubre de 1939        | Schleswig*         |                              | Bf 109E              |
| 31 de octubre de 1939 – 18 de febrero de 1940       | Neumünster*        |                              | Bf 109E              |
| 18 de febrero de 1940 – 29 de febrero de 1940       | Stade              |                              | Bf 109E              |
| 1 de marzo de 1940 – abril de 1940                  | Garz auf Usedom    |                              | Bf 109E y el Bf 110  |
| Abril de 1940 – 10 de mayo de 1940                  | Gelsenkirchen-Buer | 2.º Comando Aéreo Caza       | Bf 110               |
| 10 de mayo de 1940 – 18 de mayo de 1940             | Gütersloh          | 2.º Flota Aérea              | Bf 110               |
| 18 de mayo de 1940 – 26 de junio de 1940            | Traer-Euren        | 2.º Flota Aérea              | Bf 110               |
| Enero de 1942 – marzo de 1942                       | Briansk            | VIII Cuerpo Aéreo            | Bf 110               |
| Marzo de 1942 – mayo de 1942                        | Lechfeld           | VIII Cuerpo Aéreo            | Bf 110               |
| Mayo de 1942 – julio de 1942                        | Belgorod           | VIII Cuerpo Aéreo            | Bf 110               |
| Julio de 1942 – julio de 1942                       | Konstantinovka     | VIII Cuerpo Aéreo            | Bf 110               |
| Julio de 1942 – agosto de 1942                      | Dimitrijevskaja    | VIII Cuerpo Aéreo            | Bf 110               |
| Agosto de 1942 – diciembre de 1942                  | Krasnodar          | VIII Cuerpo Aéreo            | Bf 110               |
| Diciembre de 1942 – enero de 1943                   | Schachty           | VIII Cuerpo Aéreo            | Bf 110               |
| Enero de 1943 – marzo de 1943                       | Dnjepropetrovsk    | VIII Cuerpo Aéreo            | Bf 110               |
| Abril de 1943 – mayo de 1943                        | Trapani            | 2.º Flota Aérea              | Bf 110               |
| Mayo de 1943 – junio de 1943                        | Pomigliano         |                              | Bf 110               |
| Junio de 1943 – agosto de 1943                      | Monte Corvino      | II Cuerpo Aéreo              | Bf 110               |
| 5 de agosto de 1943 – noviembre de 1943             | Lanveoc-Poulmic    | Comando de Aviones Atlántico | Bf 110               |
| Noviembre de 1943 – julio de 1944                   | Wels**             | 7.ª División de Caza         | Bf 110               |

1**Una escuadra en Westerland/Sylt, 1 de octubre de 1939 – febrero de 1940

2*Destacamento en Mamaia (Romania), 13 de abril de 1944 – 15 de mayo de 1944

## III Grupo
Formada en enero de 1942 en Lechfeld. El 5 de agosto de 1944 es trasladado a Alteno y fue renombrado III Grupo/4.ª Escuadra de Caza.

## Comandantes de Grupo
- Mayor Roland Bohrt – (enero de 1942 – 9 de septiembre de 1942)
- Capitán Fritz Hobein – (septiembre de 1942 – febrero de 1943)
- Capitán Reinhard Hubel – (16 de febrero de 1943 – marzo de 1943)
- Capitán Heinz Roeber – (marzo de 1943 – marzo de 1943)
- Capitán Drescher – (marzo de 1943 - ?)
- Mayor Wilhelm Berlin – (? – 10 de octubre de 1943)
- Capitán Hans Moor – (7 de marzo de 1944 – julio de 1944)

Formada en enero de 1942 en Lechfeld con:
- Grupo de Estado Mayor/III Grupo/1.ª Escuadra de Caza Pesado/Nuevo
- 7.ª Escuadra/1.ª Escuadra de Caza Pesado/Nuevo
- 8.ª Escuadra/1.ª Escuadra de Caza Pesado/Nuevo
- 9.ª Escuadra/1.ª Escuadra de Caza Pesado/Nuevo

El 11 de octubre de 1943 es renombrado II Grupo/26.ª Escuadra de Caza Pesado:
- Grupo de Estado Mayor/III Grupo/1.ª Escuadra de Caza Pesado como el Grupo de Estado Mayor/II Grupo/26.ª Escuadra de Caza Pesado
- 7.ª Escuadra/1.ª Escuadra de Caza Pesado como la 4.ª Escuadra/26.ª Escuadra de Caza Pesado
- 8.ª Escuadra/1.ª Escuadra de Caza Pesado como la 5.ª Escuadra/26.ª Escuadra de Caza Pesado
- 9.ª Escuadra/1.ª Escuadra de Caza Pesado como la 6.ª Escuadra/26.ª Escuadra de Caza Pesado

Reformada en octubre de 1943 en Burdeos-Merignac con:
- Grupo de Estado Mayor/III Grupo/1.ª Escuadra de Caza Pesado/Nuevo
- 7.ª Escuadra/1.ª Escuadra de Caza Pesado desde la 10.ª Escuadra/40.ª Escuadra de Bombardeo
- 8.ª Escuadra/1.ª Escuadra de Caza Pesado desde la 1.ª Escuadra/128.º Grupo de Reconocimiento Marítimo
- 9.ª Escuadra/1.ª Escuadra de Caza Pesado desde la 16.ª Escuadra/40.ª Escuadra de Bombardeo

En enero de 1944 la 7.ª Escuadra y la 3.ª Escuadra/1.ª Escuadra de Caza Pesado intercambian designaciones. El 5 de agosto de 1944 es trasladado a Alteno y fue renombrado III Grupo/4.ª Escuadra de Caza:
- Grupo de Estado Mayor/III Grupo/1.ª Escuadra de Caza Pesado como el Grupo de Estado Mayor/III Grupo/4.ª Escuadra de Caza
- 7.ª Escuadra/1.ª Escuadra de Caza Pesado como la 9.ª Escuadra/4.ª Escuadra de Caza
- 8.ª Escuadra/1.ª Escuadra de Caza Pesado como la 10.ª Escuadra/4.ª Escuadra de Caza
- 9.ª Escuadra/1.ª Escuadra de Caza Pesado como la 11.ª Escuadra/4.ª Escuadra de Caza

## Bases
| Enero de 1942 – mayo de 1942              | Lechfeld          | VIII Cuerpo Aéreo                | Bf 109             |
| Mayo de 1942 – julio de 1942              | Belgorod          | VIII Cuerpo Aéreo                | Bf 109             |
| Julio de 1942 – agosto de 1942            | Kuteinikovo       | VIII Cuerpo Aéreo                | Bf 109             |
| Agosto de 1942 – octubre de 1942          | Bir el Abd        | Comando de Aviones África        | Bf 109 y el Me 210 |
| Octubre de 1942 – junio de 1943           | Trapani           | II Cuerpo Aéreo                  | Me 210             |
| Junio de 1943 – julio de 1943             | Castel Vetrano    | II Cuerpo Aéreo                  | Me 210 y el Me 410 |
| Julio de 1943 – septiembre de 1943        | Brest-Süd         |                                  | Me 210 y el Me 410 |
| Septiembre de 1943 – octubre de 1943      | Vörden            |                                  | Me 210 y el Me 410 |
| Octubre de 1943 – 1 de marzo de 1944      | Burdeos-Merignac* | Comando Aéreo de Caza Bordeaux   | Ju 88C             |
| 1 de marzo de 1944 – junio de 1944        | Cazaux**          | Comando Aéreo de Caza Occidental | Ju 88C             |
| 12 de junio de 1944 – 15 de junio de 1944 | Nantes            |                                  | Ju 88C             |
| 15 de junio de 1944 – 18 de junio de 1944 | Boulogne          |                                  | Ju 88C             |
| 19 de junio de 1944 – 16 de julio de 1944 | Varades***        |                                  | Ju 88C             |
| 16 de julio de 1944 – 20 de julio de 1944 | Salzvedel         |                                  | Ju 88C             |

1*7 Escuadra/1.ª Escuadra de Caza Pesado en Lorient, noviembre de 1943; 8.ª Escuadra/1.ª Escuadra de Caza Pesado en Brest-Hourtin, febrero de 1944.

2**8.ª Escuadra/1.ª Escuadra de Caza Pesado en Salon-de-Provence, 23 de mayo de 1944 – 10 de junio de 1944. (posiblemente todo el Grupo).

3***Solo la 9.ª Escuadra/1.ª Escuadra de Caza Pesado se sabe que han estado allí. El resto del Grupo también?

## Escuadra de Entrenamiento Avanzado
Formada el 4 de enero de 1942 en Merville desde la Escuadra de Entrenamiento Avanzado/210.ª Escuadra de Bombardeo Rápido.

## Capitanes de Escuadrillas
- Teniente coronel Franz Jilg – (4 de enero de 1942 – 18 de abril de 1942)
- Capitán Johannes Kaufmann – (6 de abril de 1944 – agosto de 1944)

Formada el 4 de enero de 1942 en Merville desde la Escuadra de Entrenamiento Avanzado/210.ª Escuadra de Bombardeo Rápido.
El 18 de abril de 1942 es redesignado a la 1.ª Escuadra/Grupo de Reemplazo Caza Pesado.
Reformada el 6 de abril de 1944 en Illesheim desde la 3.ª Escuadra/Grupo de Reemplazo Caza Pesado. El 19 de agosto de 1944 es redesignado a la 9.ª Escuadra/4.ª Escuadra de Caza.

## Bases
| 4 de enero de 1942 – 30 de enero de 1942  | Merville  | Bf 109 y el Bf 110 |
| 30 de enero de 1942 – 17 de abril de 1942 | Lechfeld  | Bf 109 y el Bf 110 |
| 6 de abril de 1944 – 15 de julio de 1944  | Illesheim | Bf 110 y el Me 410 |
| 16 de julio de 1944 – agosto de 1944      | Salzvedel | Bf 110 y el Me 410 |

## IV Grupo
10.ª Escuadra/1.ª Escuadra de Caza Pesado fue formada en octubre de 1942, y en agosto de 1943 como Nahnachhtjagdschwarmen/4.º Flota Aérea.
| Febrero de 1943 – agosto de 1943 | Bagerovo |

11.ª Escuadra/1.ª Escuadra de Caza Pesado fue formada en octubre de 1942 desde la 16.ª Escuadra/6.ª Escuadra de Bombardeo, y en diciembre de 1942 como 410.ª Escuadra de Testeo Operacional.
| Diciembre de 1942 | Chinisia |

12.ª Escuadra/1.ª Escuadra de Caza Pesado fue formada en octubre de 1942 y en mayo de 1943 como Nahnachhtjagdschwarmen/Comando de la Fuerza Aérea Oriental.
| Febrero de 1943 – abril de 1943 | Brjansk |

## Escuadra Antitanque
Formada en junio de 1943 en Seschtschinskaja. En agosto de 1943 es disuelta.
| Junio de 1943                 | Seschtschinskaja-Ost |
| Junio de 1943 – julio de 1943 | Ledna-Ost            |
| Agosto de 1943                | Brjansk              |